# Santo Estêvão no Monte Celio (título cardinalício)
Santo Estêvão no Monte Celio (em latim, S. Stephani in Coelio Monte) é um título cardinalício instituído em torno do século V provavelmente pelo Papa Gelásio I, sendo enunciado no sínodo romano de 1 de março de 499. São Gregório I, O Grande, suprimiu o título de São Mateus em Merulana, substituindo-o pelo título já existente de Santo Estêvão no Monte Célio, mas a substituição não parece ter tido lugar. Ficou conhecido com os seguintes nomes: Santo Estêvão no Girimonte, Santo Estêvão Redondo, pela forma de sua igreja, Santo Estêvão Querquetulano, uma referência ao mons Querquetulanus, o nome antigo do Célio e uma referência aos seus bosques de carvalho (quercus), Santo Estêvão em Cabeça da África, devido à sua proximidade a uma rua chamada Vico da Cabeça da África (Vicus Capite Africae).
Sua igreja titular é a Basílica de Santo Estêvão Redondo.

## Titulares protetores
- Marcelo (494-?)
- Bento (993- antes de 1010)
- Bento (circa 1010- antes de 1012)
- Crescenzio (1012-?)
- Ugo (ou Ugone) (1062-?)
- Sasso (ou Saxo) dei Segni (circa 1117-1136)
- Martino Cybo (ou Guasino, ou Suasinus), O.S.B. (1136-1143)
- Raniero (1143-1144)
- Villano Gaetani (1144-1147)
- Gerardo (ou Bernardo, ou Gherardo) (1150- antes de 1159)
- Gérard (circa 1170-1175)
- Gero (1172), pseudocardeal do antipapa Calisto III
- Vibiano Tommasi (1175-1185)
- Giovanni (Salernitanus?), O.S.B. (1191-1208)
- Robert Curson (ou de Corzon, ou Cursonus) (1216-1219)
- Michel de Bec-Crespin (1312-1318)
- Pierre Le Tessier (1320-1325)
- Pierre de Montemart (1327-1335)
- Raymond de Montfort (ou Ramon), O. de M. (1338)
- Guillaume d'Aure, O.S.B. (1339-1353)
- Elie de Saint-Irier (ou Saint Yrieux), O.S.B. (1356-1363)
- Guillaume d'Aigrefeuille (1367-1401)
- Guilherme de Cápua (1384 ou 1381-1389)
- Angelo Cino (ou Ghini Malpighi) (1408-1412)
- Pierre Ravat (ou Rabat) (1408-1417), pseudocardeal do antipapa Bento XIII
- Pierre de Foix, O.F.M. (1414 ou 1415-1431), pseudocardeal do antipapa João XXIII
- Jean Carrier (1423-1429?), pseudocardeal do antipapa Bento XIII
- Vacante (1431-1440)
- Regnault de Chartres (ou Renaud) (1440-1444)
- Jean d'Arces (1444-1449), pseudocardeal do antipapa Félix V
- Jean Rolin (1448-1483)
- Giovanni Giacomo Schiaffinati (1483-1484); in commendam (1484-1497)
- Vacant (1497-1503)
- Jaime de Casanova (1503-1504)
- Antonio Pallavicini Gentili (ou Antoniotto), in commendam (1504-1505)
- Antonio Trivulzio sênior (1505-1507)
- Melchior von Meckau (1507-1509)
- François Guillaume de Castelnau-Clermont-Lodève (1509-1523)
- Bernardo Clesio (1530-1539)
- David Beaton (1539-1546)
- Giovanni Girolamo Morone (1549-1553)
- João Ângelo de Médici (1553-1557)
- Fulvio Giulio della Corgna, O.S.Io.Hier. (1557-1562)
- Girolamo di Corregio (1562-1568)
- Diego Espinoza (1568-1572)
- Zaccaria Delfino (1578-1579)
- Matthieu Cointerel (1584-1585)
- Federico Cornaro (1586-1590)
- Antonio Maria Sauli (1591-1603)
- Giacomo Sannesio (1604-1621)
- Lucio Sanseverino (1621-1623)
- Bernardino Spada (1627-1642)
- Juan de Lugo, S.J. (1644)
- Giovanni Giacomo Panciroli (1644-1651)
- Marcello Santacroce (1652-1674)
- Bernardino Rocci (1675-1680)
- Raimondo Capizucchi, O.P. (1681-1687)
- Francesco Buonvisi (1689-1700)
- Vacante (1700-1712)
- Giovanni Battista Tolomei, S.J. (1712-1726)
- Giovanni Battista Salerni, S.J. (1726-1729)
- Camilo Cybo (1729-1731)
- Antonio Saverio Gentili (1731-1747)
- Filippo Maria de Monti (1747-1754)
- Fabrizio Serbelloni (1754-1763)
- Pietro Paolo Conti (1763-1770)
- Ludovico Calini (1771-1782)
- Vacante (1782-1786)
- Nicola Colonna di Stigliano (1786-1796)
- Étienne Hubert de Cambacérès (1805-1818)
- Vacante (1818-1834)
- Francesco Tiberi Contigliano (1834-1839)
- Vacante (1839-1845)
- Fabio Maria Asquini (1845-1877)
- Manuel García Gil (1877-1881)
- Paul Ludolf Melchers (1885-1895)
- Sylwester Sembratowicz (1896-1898)
- Jakob Missia (1899-1902)
- Lev Skrbenský z Hříště (1902-1938)
- Vacante (1938-1946)
- József Mindszenty (1946-1975)
- Vacante (1975-1985)
- Friedrich Wetter (1985-)